# Флоршюц, Томас
Томас Флоршюц (нем. Thomas Florschütz; род. 20 февраля 1978, Зоннеберг, Тюрингия, ГДР) — немецкий бобслеист, серебряный призёр Олимпийских игр 2010 года в двойках, чемпион мира 2009 года в команде. Выступает как пилот боба. Его партнёром по двойке обычно является Марк Кюне, однако в сезоне 2009/10 свою единственную победу он одержал вместе с Ричардом Аджеем.

## Карьера
Флоршюц пришёл в бобслей в 2001 году. С сезона 2006/07 выступает в Кубке мира. На чемпионате мира 2008 года в Альтенберге Томас завоевал свою первую медаль, став вторым в паре с Мирко Петцольдом. На следующем чемпионате мира немец вновь выиграл «серебро» в двойке и стал чемпионом в составе смешанной со скелетонистами команды. Чемпионат Европы 2009 года принёс ему «бронзу» в двойке и «серебро» в четвёрке, а континентальное первенство 2010 года — «бронзу» в четвёрке.
Кубок мира 2009/10 стал самым успешным для Флорщюца. По его итогам он стал вторым в двойках, пятым в четвёрках и третьим по сумме обоих зачётов.
В 2014 году Флоршюц побывал на Олимпийских играх в Сочи, где занял одиннадцатое место в двойках и седьмое в четвёрках.

## Личная жизнь
Младший брат серебряного призёра Олимпийских игр 2006 года в парных санях Андре Флоршюца.